# ClanBase
ClanBase (CB) was de grootste e-sport-competitiewebsite ter wereld. ClanBase zag het daglicht in oktober 1998 in Nederland als een Quake II-ranglijst (ladder) en groeide daarna snel en veroverde Europa. In 2004 nam de Global Gaming League (GGL) ClanBase over.
De meeste competities op ClanBase zijn gericht op amateurs en worden gehouden als constant lopende ranglijsten (ladders) gebaseerd op het elo-principe. ClanBase biedt daarnaast ook vele bekertoernooien aan, zoals de bekende ClanBase EuroCup, een van de meest prestigieuze online gamekampioenschappen, de ClanBase NationsCup, waarbij naties strijden om de titel in plaats van clans, en de OpenCup, een van de grootste kampioenschappen. ClanBase heeft bijna 2 miljoen spelers en zo'n 250.000 clans die deelnemen aan de ladders en bekers van tientallen verschillende spellen.
In de jaren voor sluiting kampte ClanBase met financiële problemen en moeizame communicatie met eigenaar GGL, wat in 2013 leidde tot regelmatige uitval van de site. Sinds 21 december 2013 is de website van ClanBase definitief offline en resteert slechts nog een afscheidsbericht van de staf.